# Windschiefe

Darstellung zweier windschiefer Geraden

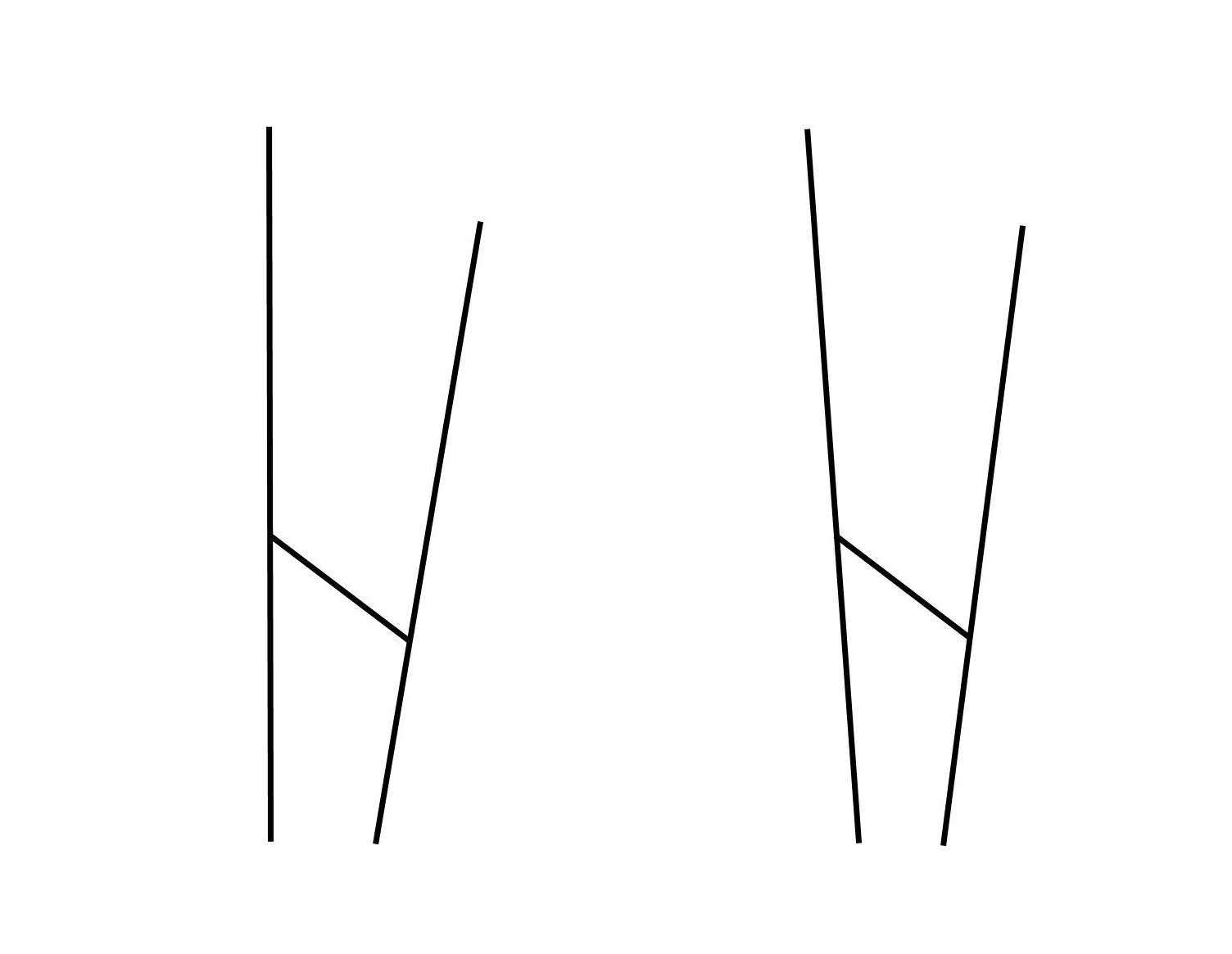
Räumliches Bild zweier windschiefer Geraden mit Gemeinlot

In der Geometrie nennt man zwei Geraden windschief, wenn sie sich weder schneiden noch parallel zueinander sind. Dies ist im zweidimensionalen Raum nicht möglich, da hier alle denkbaren Geraden in der gleichen Ebene liegen und sich entweder schneiden oder parallel sind. Windschiefe Geraden gibt es daher nur in mindestens dreidimensionalen Räumen.
Das Wort „windschief“ stammt von der Vorstellung, dass zwei ursprünglich parallele Geraden um ihre Verbindungsachse (Transversale) „gewunden“, also verdreht wurden.
Zum Nachweis, dass zwei Geraden {\displaystyle g} und {\displaystyle h} windschief sind, genügt es zu zeigen, dass ein Richtungsvektor von {\displaystyle g}, ein Richtungsvektor von {\displaystyle h} und ein Verschiebungsvektor von einem Punkt auf {\displaystyle g} zu einem Punkt auf {\displaystyle h} linear unabhängig sind. Äquivalent kann man zeigen, dass es keine Ebene gibt, die beide Geraden enthält. In der Schulmathematik wird vermehrt als Kennzeichnung für die windschiefe Beziehung zweier Geraden ein um 90º nach rechts gedrehtes {\displaystyle \in } verwendet.

## Berechnung des Abstandes zweier windschiefer Geraden

Abstand d zweier windschiefer Geraden

Die eindeutig bestimmte kürzeste Strecke, die zwei windschiefe Geraden {\displaystyle g} und {\displaystyle h} verbindet, nennt man Gemeinlot der beiden Geraden. Die Gerade, auf der das Gemeinlot liegt, nennt man die Minimaltransversale der beiden Geraden. Diese ist diejenige eindeutig bestimmte Gerade, welche im rechten Winkel zu den beiden Geraden steht. Die Länge des Gemeinlots von {\displaystyle g} und {\displaystyle h} ist der Abstand {\displaystyle d=d(g,h)} der beiden Geraden.
Gegeben seien die windschiefen Geraden {\displaystyle g} und {\displaystyle h} mit den Stützpunkten {\displaystyle A} und {\displaystyle B} bzw. den Stützvektoren {\displaystyle {\vec {a}}={\overrightarrow {OA}},\;{\vec {b}}={\overrightarrow {OB}}} und den Richtungsvektoren {\displaystyle {\vec {v}}} und {\displaystyle {\vec {w}}}. Dann sind die Parameterformen der Geradengleichungen
{\displaystyle g\colon \ {\vec {x}}={\vec {a}}+r{\vec {v}}}
{\displaystyle h\colon \ {\vec {x}}={\vec {b}}+s{\vec {w}}\ \ \,r,s\in \mathbb {R} },
wobei {\displaystyle {\vec {a}},\,{\vec {b}},\,{\vec {v}},\,{\vec {w}}\in \mathbb {R} ^{3}} gilt und die drei Vektoren {\displaystyle {\vec {a}}-{\vec {b}},\,{\vec {v}},\,{\vec {w}}} linear unabhängig sein müssen.
Der Normalenvektor {\displaystyle {\vec {n}}}, der senkrecht auf den beiden Richtungsvektoren {\displaystyle {\vec {v}}} und {\displaystyle {\vec {w}}} steht, lässt sich über das Kreuzprodukt berechnen als {\displaystyle {\vec {n}}={\vec {v}}\times {\vec {w}}}. Durch Normierung erhält man den Einheitsnormalenvektor
{\displaystyle {\vec {n}}_{0}={\frac {{\vec {v}}\times {\vec {w}}}{|{\vec {v}}\times {\vec {w}}|}}}.
Die Berechnung des Abstandes ist möglich durch die orthogonale Projektion des Verbindungsvektors der Stützpunkte auf den Normalenvektor. Dazu wird der Normalenvektor auf die Länge 1 gebracht. Der Abstand der beiden windschiefen Geraden beträgt dann
{\displaystyle d(g,h)=|({\vec {a}}-{\vec {b}})\cdot {\vec {n}}_{0}|}.

### Schreibweise mit Determinanten
Die beiden Geradengleichungen lauten ausgeschrieben
{\displaystyle g\colon \ {\vec {x}}={\begin{pmatrix}a_{1}\\[0.7ex]a_{2}\\[0.7ex]a_{3}\end{pmatrix}}+r{\begin{pmatrix}v_{1}\\[0.7ex]v_{2}\\[0.7ex]v_{3}\end{pmatrix}}},
{\displaystyle h\colon \ {\vec {x}}={\begin{pmatrix}b_{1}\\[0.7ex]b_{2}\\[0.7ex]b_{3}\end{pmatrix}}+s{\begin{pmatrix}w_{1}\\[0.7ex]w_{2}\\[0.7ex]w_{3}\end{pmatrix}}\ \ \,r,s\in \mathbb {R} }.
Der Abstand der beiden windschiefen Geraden mit Hilfe der Determinante det beträgt dann
{\displaystyle d(g,h)={\frac {\left|\det {\begin{pmatrix}a_{1}-b_{1}&a_{2}-b_{2}&a_{3}-b_{3}\\v_{1}&v_{2}&v_{3}\\w_{1}&w_{2}&w_{3}\end{pmatrix}}\right|}{\sqrt {{\begin{vmatrix}v_{2}&v_{3}\\w_{2}&w_{3}\end{vmatrix}}^{2}+{\begin{vmatrix}v_{3}&v_{1}\\w_{3}&w_{1}\end{vmatrix}}^{2}+{\begin{vmatrix}v_{1}&v_{2}\\w_{1}&w_{2}\end{vmatrix}}^{2}}}}}.

## Bestimmung der Lotfußpunkte

Zeichnung zur Bestimmung der Lotfußpunkte

Den Lotfußpunkt {\displaystyle F_{h}} erhält man, indem man eine Hilfsebene {\displaystyle E} aufstellt. Der Punkt {\displaystyle A} liegt auf der Hilfsebene, {\displaystyle {\vec {v}}} und {\displaystyle {\vec {n}}} spannen die Hilfsebene auf.
{\displaystyle E\colon \ {\vec {x}}={\vec {a}}+r{\vec {v}}+t{\vec {n}}\ \ ,r,t\in \mathbb {R} },
wobei der Normalenvektor bestimmt wird durch
{\displaystyle {\vec {n}}={\vec {v}}\times {\vec {w}}}.
Der Schnittpunkt von {\displaystyle E} und {\displaystyle h} ergibt den Lotfußpunkt {\displaystyle F_{h}}:
{\displaystyle {\vec {F}}_{h}={\frac {{\vec {a}}\cdot {\vec {n}}_{1}-{\vec {b}}\cdot {\vec {n}}_{1}}{{\vec {w}}\cdot {\vec {n}}_{1}}}{\vec {w}}+{\vec {b}}} mit {\displaystyle {\vec {n}}_{1}={\vec {v}}\times ({\vec {v}}\times {\vec {w}})}
Analog erhält man {\displaystyle F_{g}} mit der Ebene {\displaystyle E'\colon \ {\vec {x}}={\vec {b}}+s{\vec {w}}+t{\vec {n}}\ \ \,s,t\in \mathbb {R} } und ihrem Schnittpunkt mit {\displaystyle g}:
{\displaystyle {\vec {F}}_{g}={\frac {{\vec {b}}\cdot {\vec {n}}_{2}-{\vec {a}}\cdot {\vec {n}}_{2}}{{\vec {v}}\cdot {\vec {n}}_{2}}}{\vec {v}}+{\vec {a}}\quad }mit {\displaystyle \quad {\vec {n}}_{2}={\vec {w}}\times ({\vec {v}}\times {\vec {w}})}.
Bei dieser Methode muss der Abstand {\displaystyle d} nicht berechnet werden.
Die Lotfußpunkte können auch so bestimmt werden, dass man die beiden (vorerst unbekannten) Punkte ansetzt:
{\displaystyle {\vec {F}}_{h}={\vec {a}}+r{\vec {v}}\quad }und{\displaystyle \quad {\vec {F}}_{g}={\vec {b}}+s{\vec {w}}}
und dann einen entlang {\displaystyle {\vec {n}}} verschiebt und ihn mit dem anderen zur Deckung bringt:
{\displaystyle {\vec {a}}+r{\vec {v}}+u{\vec {n}}={\vec {b}}+s{\vec {w}}}.
Eine zeilenweise Auflösung ergibt ein System mit drei Variablen: {\displaystyle r}, {\displaystyle u} und {\displaystyle s}. Die Fußpunkte sind dann:
{\displaystyle {\vec {a}}+r{\vec {v}}\quad }und{\displaystyle \quad {\vec {b}}+s{\vec {w}}}.
Der Abstand {\displaystyle d} ergibt sich aus {\displaystyle |u{\vec {n}}|}.

## Bemerkung
- Im Taschenbuch der Mathematik von I.N. Bronstein und K.A. Semendjajew wird „kreuzend“ als Synonym für „windschief“ genannt.[4]